# Пещера Мэри Кэмпбелл
Пещера Мэри Кэмпбелл (англ. Mary Campbell Cave) — пещера, расположенная вблизи города Кайахога-Фоллз в штате Огайо в США. В настоящее время пещера является частью парка Gorge (англ. Gorge Park), принадлежащего к системе региональных парков.
Представляет собой нишу в скале, защищённую сверху утёсом. Длина впадины порядка 40 м, высота доходит до 15 м. Образовывалась пещера в течение 12 000 лет, когда река Кайахога разлилась к озеру Эри и была заблокирована ледниковыми развалами. Крыша утёса и пещеры сложена из песчаника Шаронской формации, а стены пещеры — из сланца Мидвильской формации.
Первоначально пещера называлась «Кухня старой девицы» (англ. Old Maid’s Kitchen). Но в силу истории о том, что эта пещера была временным домом Мэри Кэмпбелл укрепилось новое название Пещера Мэри Кэмпбелл. Существует версия, что это новое название пещере дали хиппи.